# Goalunited
Goalunited je prohlížečová hra německé společnosti Northworks. Hra je zaměřená na fotbal. Hrající osoba se objevuje v roli manažera svého týmu. Manažer se stará o tréninky hráčů, jejich přestupy, sestavu, stadion a mnoho dalšího. Nechybí ani manažerská úroveň. S vyšší úrovní může manažer zakoupit tribuny, hrací plochu či okolí stadionu.

## Ocenění
Browsergame roku 2006
V kategorii „Velké hry“ (více než 10 000 hráčů) skončil Goalunited na 2. místě.
Browsergame roku 2007
Goalunited byl zvolen „Hrou roku 2007“ čtenáři časopisu Gdynamite. Tato anketa trvala 2 týdny a nashromáždila více než 50 000 hlasů.
Deutscher Entwicklerpreis 2006
13. prosince 2006 byl Goalunited zvolen 3. nejlepší prohlížečovou hrou (Best Browsergame) za rok 2006. Také získal 3. místo v kategorii o nejlepší podporu (Best Community Support).
Deutscher Entwicklerpreis 2007
Jako jeden z nejlepších sportovních manažerů na světe byl Goalunited na německém vývojářském mítinku oceněn 2. místem pro rok 2007 v kategorii „Nejlepší sportovní hra“.
Deutscher Entwicklerpreis 2009
Deutscher Computerspielpreis 2011